# Siphunculina quinquangula
Siphunculina quinquangula är en tvåvingeart som först beskrevs av Friedrich Hermann Loew 1873.  Siphunculina quinquangula ingår i släktet Siphunculina och familjen fritflugor. Inga underarter finns listade i Catalogue of Life.